# Patachou
Patachou (Henriette Ragon) (født 10. juni 1918, død 30. april 2015) var en fransk skuespillerinde og sangerinde.
I 1948 blev Henriette Ragon leder af en kabaret og restaurant på Montmartre med navnet Patachou. Dette navn tog Ragon til sig som kunstnernavn, under hvilket hun sang kabaretsange. Hun blev meget populær i Frankrig, og snart blev hun også kendt i New York, Canada, Japan og desuden i Sverige i 1970'erne.
Endvidere fik hun en film- og teaterkarriere omkring 1970-1980.
Den berømt fransk sanger Georges Brassens begyndte sin karriere på Patachous kabaret.

## Filmografi
- 1999 : Pola X
- 2000 : Drôle de Felix
- 2003 : San Antonio